# Amphinemura nepalensis
Amphinemura nepalensis is een steenvlieg uit de familie beeksteenvliegen (Nemouridae). De wetenschappelijke naam van de soort is voor het eerst geldig gepubliceerd in 1975 door Harper.